# Diapheromera erythropleura
Diapheromera erythropleura är en insektsart som beskrevs av Morgan Hebard 1923. Diapheromera erythropleura ingår i släktet Diapheromera och familjen Diapheromeridae. Inga underarter finns listade i Catalogue of Life.